# Еберхард II фон Хюрнхайм
Еберхард II фон Хюрнхайм (на немски: Eberhard II von Hürnheim Bischof von Eichstätt; * 1494; † 4 юли 1560) е княжески епископ на Айхщет (1552 – 1560) в Бавария.

## Биография
Той е син на Беро фон Хюрнхайм († 1512) и съпругата му Агнес фон Ехинген, дъщеря на рицар Георг фон Ехинген (1428 – 1508).. Брат е на Йохан Себастиан фон Хюрнхайм († 1555), съдия в Шпайер, Георг († 1537), църковен декан в Елванген, Рудолф фон Хюрнхайм († 1561), Валтер († сл. 1564), Хиронимус († сл. 1530), Конрад, Беро, Барбара, Катарина, Анна, Агнес, Мария, Клара Анна и на сестра, омъжена за Айтелханс фон Елербах.
Еберхард и първите му двама братя Йохан и Георг се записват през 1514 г. да следват в университета в Болоня. Еберхард започва църковна кариера, става архидякон в Залцбург, също домхер в Аугсбург, Фрайзинг и Айхщет. От 1539 г. е свещеник в Енгелсберг при Траунщайн, от 1547 г. също свещеник на Талгау в Залцкамергут, където е честван до днес. На 22 декември 1552 г. той е избран с пълно множество за епископ на Айхщет.
Неговият епитаф се намира в катедралата на Айхщет и според надписа епископът е починал на 65 години и 6 месеца.